# Embalse de Cheboksary
El embalse de Cheboksary (del ruso: Чебоксарское водохранилище) es un embalse artificial en la parte central del río Volga y formado por la presa de la central hidroeléctrica de Cheboksary en Novocheboksarsk, Rusia.
La superficie del embalse es 2.190 km², el ancho máximo es de 16 kilómetros y la profundidad máxima es de 35 metros.
Las ciudades más grandes situadas a la orilla del embalse son Nizhni Nóvgorod, Cheboksary y Kozmodemiansk.
- Datos: Q571123
- Multimedia: Cheboksary Reservoir / Q571123